# Lindernia blancoi
Lindernia blancoi é uma espécie botânica do gênero Lindernia pertencente à família Linderniaceae.